# Abraham Hirsch

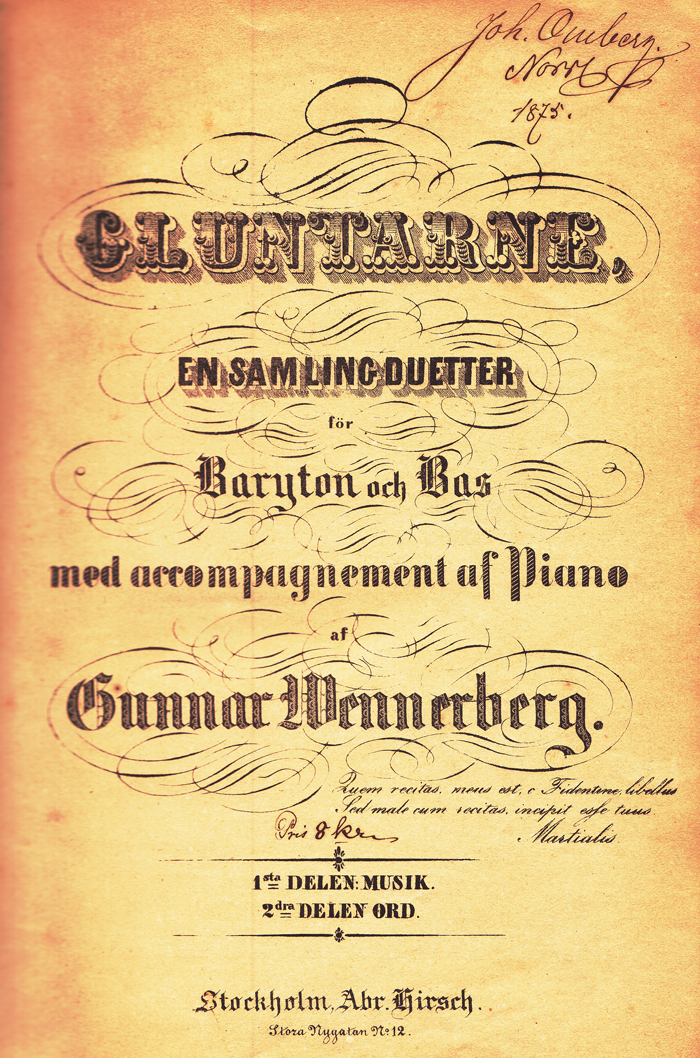
Gluntarne von Gunnar Wennerberg erschien bei Abraham Hirsch

Abraham Hirsch (* 16. August 1815 in Stockholm; † 23. Februar 1900 ebenda) war ein schwedischer, jüdischer Musikverleger.

## Leben
Hirsch war eines der neun Kinder von Isak David Hirsch und Juliana Lazarus. Sein Großvater war David Hirsch, der 1792 aus Strelitz (Mecklenburg) einwanderte und zunächst Händler wurde, aber später erfolgreicher Unternehmer einer Baumwolldruckerei mit 60 Beschäftigten namens David Hirsch and Sons war. 1821 wurde Isak David, der 1776, noch in Strelitz, geboren wurde, wie seine Geschwister auch schwedischer Staatsbürger. Danach bekam er schließlich seine Zulassung als Zuckerraffinateur und wurde noch erfolgreicher als sein Vater.
Sechzehnjährig leitete Abraham Hirsch, als sein Schwager Abraham Salomonsson 1831 verstarb, die älteste Musikhandlung Stockholms Östergrenska musik- och bokhandel, samt Leihbibliothek, Instrumentenhandlung und Verlag. Diese war 1803 unter dem Namen Magazin de Musique von Pär Aron Borg und Ulrik Immanuel Mannerhierta (1775–1849) eröffnet worden. 1837 erwarb Abraham Hirsch das Geschäft seiner Schwester Betty. Er konzentrierte sich zunächst auf das Verlegergeschäft und eröffnete ein Jahr später noch eine Lithografie-Druckerei. Der Instrumentenhandel wurde zu einem eigenen Geschäft und somit ausgegliedert. 1843 war er an der Gründung der Schwedischen Verlegervereinigung beteiligt.
Mit anderen Verlegern schuf er 1860 die Musikaliska konstföreningen, deren Ziel es war, zeitgenössische schwedische Musik zu drucken, die aus wirtschaftlichen Gründen sonst ungedruckt geblieben wäre.
Hirsch war mit Pauline Meyerson (3. Juli 1827 – 23. September 1908) verheiratet. Sie hatten acht Kinder:
1. Ernst Isak Hirsch (geboren: 19. März 1849)
2. Ida Juliana (geboren: 31. Januar 1851)
3. Clara Beata (geboren: 10. Mai 1852)
4. Esther Elisa (geboren: 10. Juli 1854)
5. Ivar Herman (geboren: 11. April 1856)
6. Otto Joseph (geboren: 1. Oktober 1858)
7. Betty Hirsch (geboren: 11. Juni 1862)
8. Hanna Hirsch (geboren: 13. Januar 1864)

Er verlegte in der ora Nygatan 12 neben anderen Adolf Fredrik Lindblad, Otto Lindblad und Gunnar Wennerberg.
Seit 1864 leitete er eine Musikakademie und erhielt 1868 den Wasa-Orden wegen seiner Verdienste um das städtische Konservatorium. Hirsch besaß auch Anteile des Aftonbladet, einer liberalen Zeitung.
Im Zusammenhang mit seinem Verlag gründete im Oktober 1843 die Stockholms musik-tidning, die wöchentlich bis Juni 1844 erschien und somit eine der langlebigsten dieser Zeit in Schweden war.
1874 wurde die Musikhandlung von Julius Bagge (1844–1890) übernommen, während sein Sohn Ivar Hirsch die Instrumentenhandlung sechs Jahre später und sein Sohn Otto 1884 den Verlag übernahm. Seine Tochter Hanna Hirsch war Malerin.
Hirschs Schwester Sophie war die Frau des Verlegers Adolf Bonnier.